# Koubaye
Koubaye è un comune rurale del Mali facente parte del circondario di Mopti, nella regione omonima.
Il comune è composto da 8 nuclei abitati:
- Daka Bori
- Diam Alla Bozo
- Diam Alla Rimaïbé
- Kelloye
- Koubaye
- Lardé Balli
- Singuino
- Yongosiré